# Dolný Vadičov
Dolný Vadičov (in ungherese Alsóvadas) è un comune della Slovacchia facente parte del distretto di Kysucké Nové Mesto, nella regione di Žilina.